# Company of Heroes: Tales of Valor
Company of Heroes: Tales of Valor — компьютерная игра в жанре стратегии в реальном времени, самостоятельное дополнение к оригинальной игре Company of Heroes, разработанное канадской компанией Relic Entertainment. «Company of Heroes: Tales of Valor» была разработана эксклюзивно для PC и была издана компанией THQ 8 апреля 2009 года в США, 7 апреля в Европе и 11 июня в России.
Дополнение добавляет 3 новых кампании и 8 единиц (по две каждой фракции) и более подробное управление пехотой, изменяет баланс, а также максимальное количество солдат теперь зависит от количества стратегических точек с ресурсами (живая сила, бензин, боеприпасы). В игре появляется время суток и новые карты. Великобритания, как и танковая гвардия не может строить укрепления на стратегических точках, но могут разворачивать специальный вид техники, способный укреплять территорию и заставляет точку приносить больше ресурсов. У Великобритании вся база основывается на специальных машинах, что способны разворачиваться, увеличивать производство ресурсов и укреплять точку. Машины можно улучшить следующим образом: снятие ограничения скорости, производство случайного ресурса. У них есть офицеры, без которых невозможно производить следующий вид машин-баз. Офицеров всего два и они способны прикрепляться к другим юнитам — лейтенант и капитан. Танковая гвардия — это элитное подразделение Вермахта, основанное на уничтожении бронированных единиц противника. Все их силы, а это пехота, лёгкие танки, тяжёлый танк Pz.V «Пантера» и САУ, снаряжены тяжёлыми орудиями и стрелковым оружием. Ещё в игру внесена система рангов, что дает возможность улучшать юниты (атака, защита), возле характеристик показан счет уничтоженных юнитов (пехота, легкая техника, тяжелая техника и здания).

## Сюжет
В игре имеется три одиночных кампании.
- Сердце Тигра — эта кампания рассказывает о реальной жизни танкиста-аса 101-го тяжелого танкового батальона СС, гауптштурмфюрера СС Михаэля Виттмана (в игре его зовут Максимилиан Восс) и о его подвиге в боях у Виллер-Бокажа в июне 1944 года, этот эпизод является предысторией командующего кампфгруппой «Леер» генерал-майора Максимилиана Восса и Гауптмана Джозефа Гюнтера Шульца, который является главным антагонистом в оригинале. Согласно сюжету, танк Тигр № 205 уже проник в город, но оказался обездвижен британским противотанковым орудием. Экипаж был вынужден покинуть танк и попытаться уйти от преследования 7-й британской бронетанковой дивизии «Пустынные крысы» в этом районе. На следующий день группа экипажа танка вернулась с двумя новыми танками Тигр и возглавили штурм панцергренадеров в городе. В конце сюжета выясняется, что Восс отправился в Голландию и принял командование кампфгруппой «Леер», получив звание генерал-майора (сюжет Операция «Огород» в Opposing Fronts); Джозеф Гюнтер Шульц остался во Франции, командуя 102-м тяжелым танковым батальоном СС и погиб 7 августа 1944 года в обороне города Отри, дав возможность своим товарищам отступить из Нормандии (в оригинальном сюжете Company of Heroes).
- Дамба — сюжет расскажет о роте парашютистов из 82-й американской воздушно-десантной дивизии, которые пытались удержать дамбу Ла-Фьер до подхода основных сил союзников. Кампания фокусируется на сержанте Уилсоне и сержанте Фрэнке Крафте, который рассматривается как мертвый груз для группы. После того, как 82-я ВДД идет плохо, отряд «Эйбл» Уилсона связывается с отрядом «Бейкер», и вместе они находят десантников для отправки в город Кокиньи. После того, как два отряда берут Шеф-дю-Пон по другую сторону дамбы, десантники в Кокиньи отступают из-за тяжелых немецких войск. ВДВ захватили город и Уилсона переехал немецкий танк. Поскольку танковые части армии идут на юг от пляжей, Воздушно-десантные отряды, ведомые Крафтом, наконец, принимают бой с немцами. «Эйбл» и «Бейкер» нашли и уничтожили танк, который убил Уилсона, и они нападают на замковый комплекс возле дамбы. В конце сюжета утверждается, что Крафт в конечном итоге принял участие в операции «Огород», где он умер в успешной защите моста через реку Маас.
- Ущелье Фалаис — сюжет расскажет об отрядах панцергренадеров CC, участвовавших в обороне города Трюн. В августе 1944 года, после захвата союзников Шамбуа, 7-я армия должна удерживать город Трюн и эвакуироваться от наступающих 90-й американской дивизии и 4-й канадской бронетанковой дивизии. В конце сюжета утверждается, что было убито десять тысяч немцев и сорок тысяч попали в плен.

## Отзывы
| Сводный рейтинг | Сводный рейтинг |
| Агрегатор       | Оценка          |
| --------------- | --------------- |
| GameRankings    | 71,59 %         |